# Lenhard Ng
Lenhard Ng er en amerikansk matematiker og tidligere vidunderbarn, der primært arbejder med matematisk geometri. Ng er professor i matematik på Duke University.